# Mogla, Chitapur
Mogla là một làng thuộc tehsil Chitapur, huyện Gulbarga, bang Karnataka, Ấn Độ.